# 天主教帕德博恩总教区
天主教帕德博恩總教區（德語：Erzbistum Paderborn、拉丁語：Archidioecesis Paderbornensis）是羅馬天主教在德國帕德博恩、北莱茵-威斯特法伦設立的一個總教區，總教區下設愛爾福特教區、富爾達教區和馬格德堡教區。

## 現況

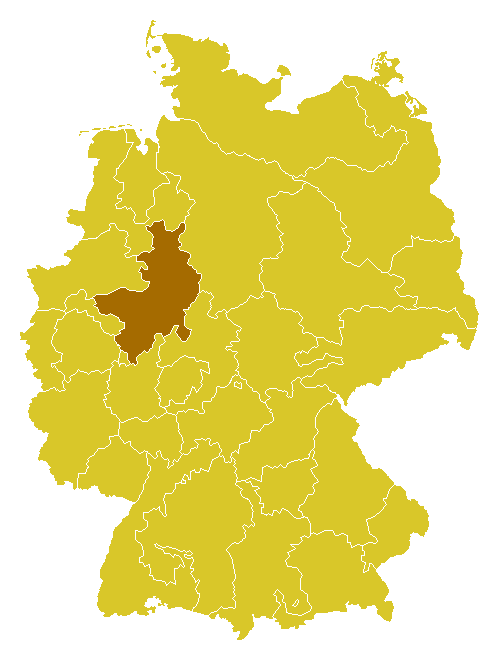
帕德博恩總教區管轄範圍圖

2013年，1,015名總教區司鐸，2008年，有教友1,665,348 人，佔轄區總人口6.9%、569個堂區、121名修會司鐸、177名執事、170名修士、1,784名修女。現任教區總主教為Hans-Josef Becker。

## 历史

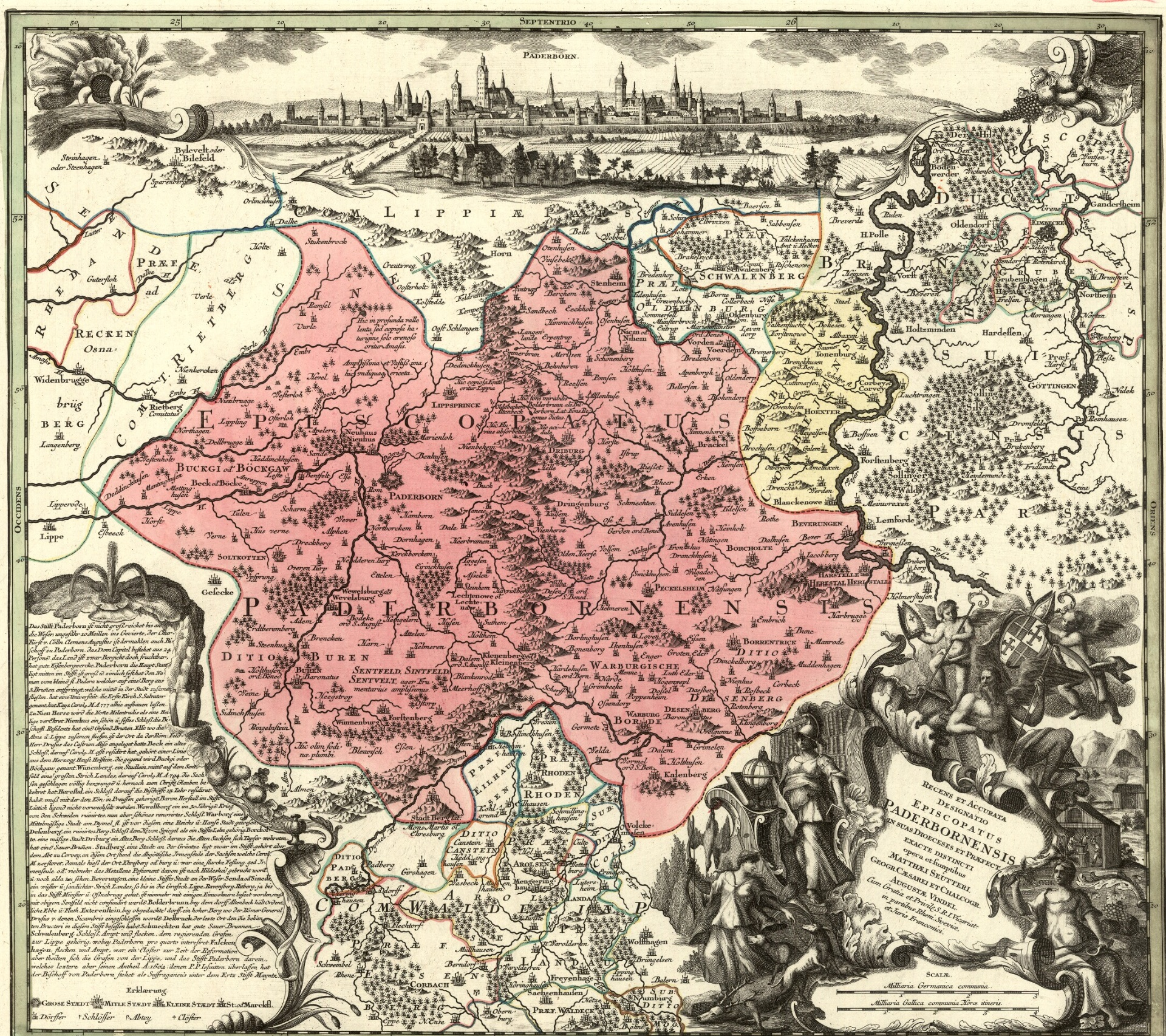
1750年，帕德博恩總教區管轄範圍圖

教區於799年由教宗良三世创立，1802年一度中斷，1821年再度恢復，1930年升格為總教區。主教座堂設在帕德博恩。從1281年到1802年, 帕德博恩教區也是神聖羅馬帝國的諸侯國之一。